# Mănăstirea Krupa
Mănăstirea Krupa este o mănăstire ortodoxă sârbă din Croația, înființată în secolul al XIV-lea.

## Istoric
Lăcașul a fost ctitorit în anul 1317 de regele Ștefan Uroș al II-lea.